# 前542年
| 千纪： | 前1千纪 |
| 世纪： | 前7世纪 \| 前6世纪 \| 前5世纪 |
| 年代： | 前570年代 \| 前560年代 \| 前550年代 \| 前540年代 \| 前530年代 \| 前520年代 \| 前510年代 |
| 年份： | 前547年 \| 前546年 \| 前545年 \| 前544年 \| 前543年 \| 前542年 \| 前541年 \| 前540年 \| 前539年 \| 前538年 \| 前537年                                                                          |
| 纪年： | 周景王三年 魯襄公三十一年 齐景公六年 晋平公十六年 秦景公三十五年 宋平公三十四年 楚郏敖三年 卫襄公二年 陈哀公二十七年 蔡灵侯元年 曹武公十三年 郑简公二十四年 燕惠公三年 吴王馀眛二年 杞文公八年 |

## 大事記
- 魯襄公午卒，子野嗣位，為大夫季孫宿所殺，另公子裯为魯昭公繼任魯國國君。
- 莒犁比公密州暴虐，先立子展輿為太子，既而廢之，展輿殺父嗣位，其弟去疾逃到母國齊國。

## 出生
- 子路，孔門十哲之一。

## 逝世
- 魯襄公(6月)
- 子野(9月)〈出生不詳〉
- 莒犂比公
- 孟孝伯